# Завозін Ігор Юрійович
Завозін Ігор Юрійович (нар. 20 липня 1959 м. Стрий — 8 лютого 2015) — художник-живописець, графік, майстер мініатюри, ліногравюри, оформляв інтер'єри. Стриянин, митець, вчитель, людина з чіткою громадянською позицією. Почесний громадянин міста Стрия.

## Біографія
Один з талановитих братів-близнюків. Батько хлопців був військовим, помер, коли їм не було ще й року. Матері, яка працювала медсестрою в міській лікарні, важко було забезпечувати сім'ю з трьох дітей (є ще старший брат). Тому хлопцям довелося рано звикати до праці.
Ігор закінчив Стрийську середню школу № 4. З першого класу займався у різних гуртках: відвідував художню студію при Будинку піонерів, туристичний гурток, спортивну секцію. З душевною теплотою згадує свого вчителя зі студії, який заохочував і розвивав творчі починання дітей-сиріт та дітей з бідних сімей.
Після дев'ятого класу Ігор та Олег поступили у Львівське художнє училище ім. Труша, яке успішно закінчив у 1979 році.
Потім була служба в армії. З 1981 року сім років працював головним художником Стрийської художньої майстерні при Львівському художньому комбінаті. Разом з братом Олегом та Ярославом Марусяком організував кооператив «Спектр» у містечку Моршин. Захоплювався геральдикою, зібрав протягом двох років повну колекцію давніх і сучасних гербів Стрия.
1999—2004 рр.- займався педагогічно-викладацькою роботою в школі мистецтв с. Братківці.
З 1981 року Ігор Завозін був учасником 17 загальних виставок, 4 персональних у місті Стрию, його картини експонувалися у 12 країнах світу, зокрема на молодіжній виставці в США (Філадельфія, 1994 р.) та двох виставках у Японії (1993 та 1996 рр.). У 1996 р., мав персональну виставку в Польщі (м. Ряшів).
У квітні 2008 року за поданням Львівської організації Спілки художників Ігоря Завозіна прийняли до Національної Спілки художників України.
Був співголовою Стрийського об'єднання «Стрий-КО», членом організації «Просвіта» у м. Стрий. За заслуги перед Церквою нагороджений орденом Агапіта Печерського. Творчість художника відзначена дипломом міжнародного пленеру у м. Проховіце (Польща).
За великий внесок у розвиток культури м. Стрия йому присуджено звання «Почесний громадянин Стрия» у 2004 р. Мав дві доньки.
8 лютого 2015 року Ігор Завозін відійшов у вічність.

## Творчість

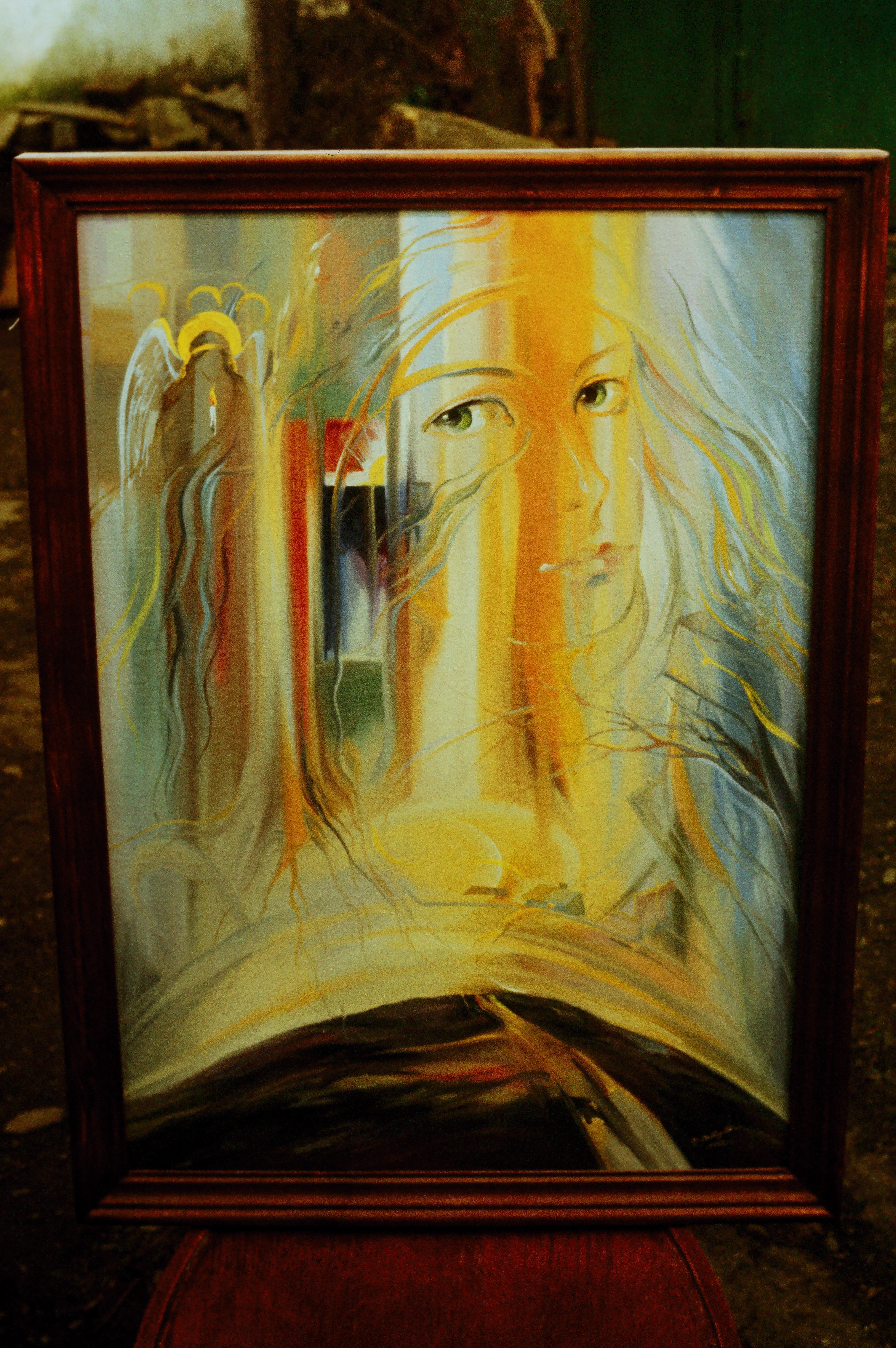
І. Завозін

Працював Ігор Завозін в таких видах мистецтва, як живопис, графіка, декоративно-прикладне мистецтво, є неперевершеним майстром мініатюри. Дивовижною є його мініатюра «Циганське весілля», розміром 1х1 см, на якій художник зумів розмістити та написати в деталях 40 фігур людей. Ця робота побувала на кількох міжнародних виставках мініатюр. Тематика його робіт різноманітна: пейзажі, натюрморти, портрети, роботи з духовним філософським змістом. Унікальною є створена ним колекція писанок. Причинився до відновлення інтер'єру будинку «Сокіл» міського Будинку культури, оформлення експозиції Стрийського краєзнавчого музею «Верховина», музею С. Бандери у с. Волі-Задеревацькій, музичних класів Моршинської школи мистецтв, кабінетів у школах району, аграрного коледжу. Працював над розписом церков Стрийського району і містечка Моршин. Ілюстрував і оформляв книги. За його ескізами затверджено герб Стрия, .
Творчий внесок Ігоря Завозіна — понад дві тисячі робіт живопису та графіки.
- «Концерт для трьох скрипок»[недоступне посилання],
- «Чистий спокій»[недоступне посилання],
- «Всевидяче око»[недоступне посилання],
- «Кров і тіло» [Архівовано 9 серпня 2016 у Wayback Machine.].

У своїх творах зафіксував старовинну архітектуру Стрия:
- «Вулиця Вузька»[недоступне посилання],
- «Ранок на Шумлявщині»[недоступне посилання],
- «Магнолії в Стрию»[недоступне посилання],
- «Несподіваний сніг»[недоступне посилання].

Учасник мистецьких пленерів на Гуцульщині, Бойківщині, в Угорщині, Польщі, з яких привіз картини «Біля річки», «Свідки історії»[недоступне посилання]", «Говерла», «Старе село», «Церква у Ворохті»[недоступне посилання]".